# Gruppe 47

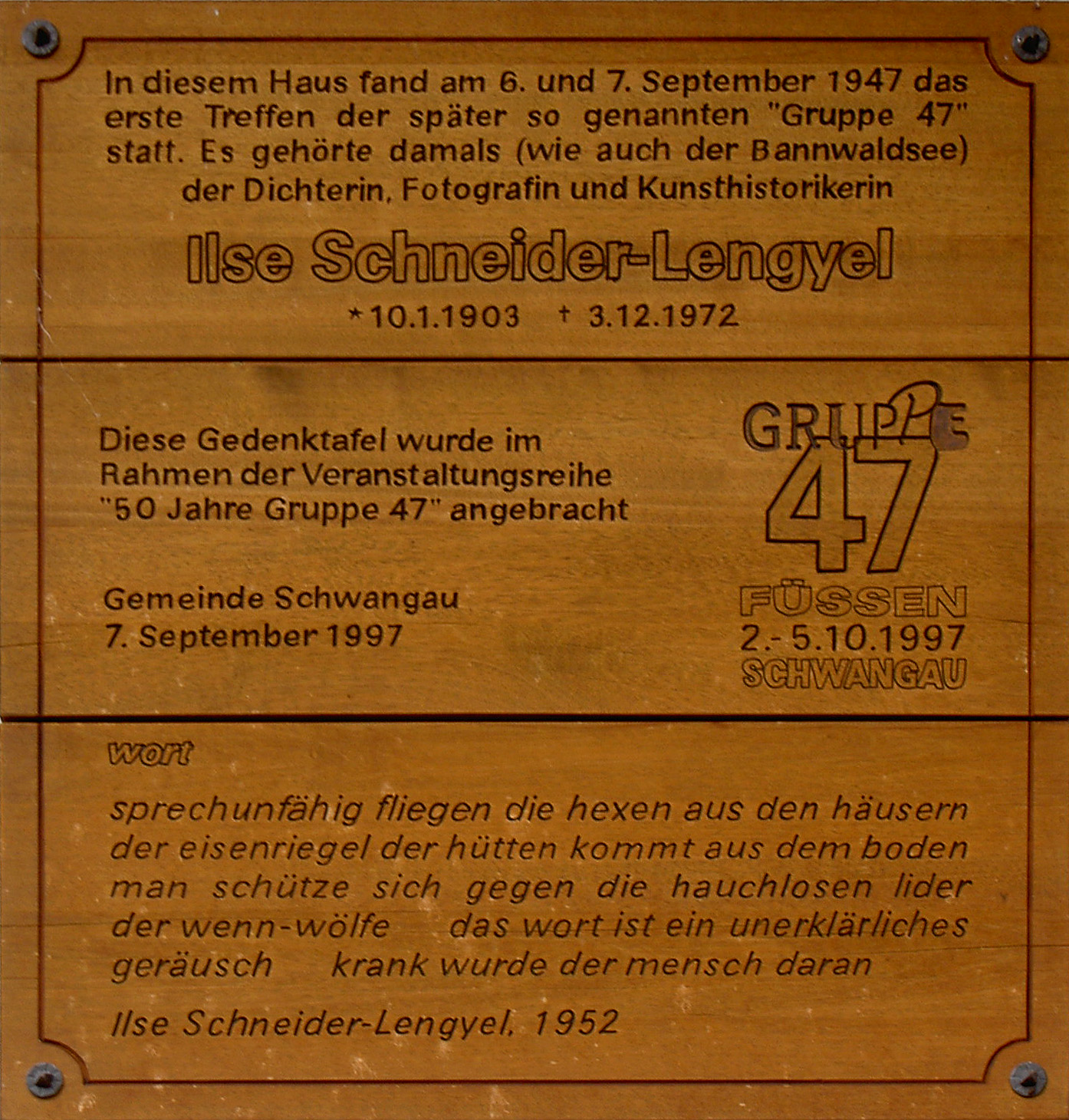
Pamětní deska na místě založení skupiny

Gruppe 47 (Skupina 47) byla německá literární skupina, která se snažila povznést německou literaturu, její zakladatel ji charakterizoval jako „politicky angažovanou skupinu, s cílem mravní obrodu německého národa!“. Tato skupina neměla žádnou organizaci, tajemníka, vše záleželo na dobrovolnosti a její ústřední postavě Hansi Werneru Richterovi.

## Historie
Historii této skupiny lze hledat již v roce 1945, kdy americká armáda vydávala tzv. „Dopisy válečným zajatcům“. Roku 1946 založil vydavatel Alfred Andersch a redaktor Hans Werner Richter časopis Der Ruf („Výzva“), ten se měl pokoušet pomáhat učit Němce demokracii. V roce 1947 tomuto časopisu americká vojenská správa odebrala licenci, oficiálním důvodem byla malá aktivita tohoto časopisu, neoficiálním pak stížnost SSSR. Je pochopitelné, že tato činnost se sovětskému vedení nezamlouvala, je však třeba říci, že činnost byla skutečně minimální, zklamáním bylo, že se do takovéhoto spolku absolutně nepokusili zapojit literáti, kteří byli přímo napojeni na antifašistická hnutí či exulanti.
Časopis Der Ruf byl pak vydáván ještě jinými nakladateli, ale žádný výrazný úspěch neměl.
Roku 1947 se bývalí členové Der Ruf pokusili založit nový časopis Der Skorpion, tato jejich činnost však zkrachovala na nedostatku financí, což je vedlo k nápadu založit skupinu.
Tato skupina se setkávala dvakrát ročně, mladí (pozvaní) literáti zde četli své nepublikované texty, vzájemně si je hodnotili a kritizovali, poté byl vybrán nejlepší text. Díky činnosti zakladatele této skupiny – H. W. Richtera na tato setkání přijížděli i zahraniční kritici, čímž se zvedala úroveň setkání. Ten byl pak oceněn jejich vlastní cenou spojenou s finančním darem, který mezi sebou vybrali účastníci tohoto setkání. Později tato cena získala sponzory (televize, rádia) čímž se zpopularizovala a zkomercionalizovala.
Činnost této skupiny byla ochromena v roce 1967, kdy začalo docházet ke studentským bouřím. Jelikož se politické názory členů rozdělily natolik, že již neměli zájem pořádat setkání. K formálnímu rozpuštění došlo až roku 1977.

## Představitelé (výběr)
- Heinrich Böll
- Siegfried Lenz
- Hans Werner Richter – zakladatel
- Günter Grass
- Martin Walser
- Peter Weiss
- Hugo Hartung
- Jürgen Becker